# Emilio Calderón
Emilio Calderón (Málaga, 1960) es un escritor español.

## Biografía
Licenciado en Historia Moderna, trabajó en la Editorial Cirene, de la que fue fundador. En 1980 estudia cine en el taller de Artes Imaginarias y se aficiona a la fotografía. En 1985 ordena y cataloga parte de la biblioteca del Museo Arqueológico Municipal. En 1990 trabaja como documentalista en un proyecto de reconstrucción de la fortificación de Melilla, bajo la dirección del arquitecto Javier Vellés.
En 1984 se licenció en Historia Moderna por la Universidad Complutense de Madrid. En 1989 fundó la Editorial Cirene. Se inició escribiendo ensayos históricos, como Historias de las Grandes Fortunas de España o Amores y desamores de Felipe II, y en 1995 comenzó a escribir novelas juveniles y cuentos para niños. Desde entonces ha publicado una docena de títulos, entre los que destacan La momia que me amó, Continúan los crímenes en Roma, Roma no paga traidores, El cielo encendido y otros misterios, El último crimen de Pompeya y El misterio de la habitación cerrada. En 2003 obtuvo la beca Valle-Inclán de la Real Academia de España en Roma. Ha vivido en Madrid, Roma, y Manila. Su paso por la capital filipina le hizo cambiar su visión de la sociedad y del mundo en su conjunto.
Su obra El mapa del creador, ha sido publicada en 23 países, entre ellos: Estados Unidos, Reino Unido, Noruega, Alemania, China y Países Bajos.
Tras el éxito de su primera novela para adultos, ha publicado también El secreto de la Porcelana (Ed. Roca), El judío de Shanghái (Premio Fernando Lara 2008, Ed. Planeta), La bailarina y el inglés (Finalista Premio Planeta 2009, Ed. Planeta), Los sauces de Hiroshima (Ed. Planeta), La cosecha humana (Ed. Planeta), El velo de Isis (Ed. Arconte), y Círculos (Ed. Stella Maris).

## Premios
Recibe, en el año 2008, el XIII premio Fernando Lara de Novela por su obra El judío de Shanghái. Editada por Grupo Planeta.
El 15 de octubre de 2009 queda finalista del premio Planeta con su obra La bailarina y el inglés.
En 2010 es galardonado con un Micrófono de Plata por la Asociación de Radio y Televisión de la Región de Murcia.

## Obras literarias
- El fantasma de cera.
- La momia que me amó.
- Con los animales no hay quien pueda.
- Retrato de un detective enamorado.
- Julieta sin Romeo
- Continúan los crímenes en Roma.
- Roma no paga traidores.
- Vértigo.
- El último crimen de Pompeya.
- Deporte y límites.
- Los okupantes.
- Félix Fantoba y el club de los escapistas.
- El cazador de sombras.
- El cielo encendido y otros misterios.
- El misterio de la habitación cerrada.
- El elefante que quería ser hormiga.
- La cara oculta de la luna (Antología Imaginaria).
- El mapa del creador.
- El secreto de la porcelana.
- El judío de Shanghái. Premio Fernando Lara 2008, Ed. Planeta.
- La bailarina y el inglés.
- Los sauces de Hiroshima.
- La biblioteca.
- La fama de los Modlin (Antología La vida después-Cuentos de cine).
- El espejo (Antología Relatos Insólitos).
- El velo de Isis.
- Círculos.
- Los ojos con mucha noche.